# Pseudanthias hawaiiensis
Pseudanthias hawaiiensis là một loài cá biển thuộc chi Pseudanthias trong họ Cá mú. Loài này được mô tả lần đầu tiên vào năm 1979.

## Từ nguyên
Từ định danh hawaiiensis được đặt theo tên gọi của quần đảo Hawaii, nơi mà loài cá này được phát hiện lần đầu tiên (hậu tố ensis trong tiếng Latinh mang nghĩa là "đến từ").

## Phạm vi phân bố và môi trường sống
P. hawaiiensis là loài đặc hữu của quần đảo Hawaii và đảo Johnston gần đó, được tìm thấy trên các rạn san hô ở độ sâu khoảng từ 26 đến 219 m.

## Phân loại học
Quần đảo Hawaii và Johnston là nơi cư trú của vô số các loài đặc hữu, bao gồm một số quần thể có nguồn gốc từ việc hình thành loài khác vùng, như đối với P. hawaiiensis.
P. hawaiiensis trước đây được xem là một phân loài của Pseudanthias ventralis, nhưng sự khác biệt đáng kể về mặt hình thái, bao gồm màu sắc của cá đực và cái, kích thước lớn hơn và có vây bụng cực dài ở P. hawaiiensis so với P. ventralis đã nâng bậc phân loại của P. hawaiiensis thành loài.

## Mô tả
Chiều dài cơ thể lớn nhất được ghi nhận ở P. hawaiiensis là 10 cm. Loài này đặc trưng bởi vây bụng rất dài ở cả cá cái và cá đực, có thể vượt qua vây hậu môn.
Cá cái có màu vàng ở lưng, chuyển sang màu hồng tím nhạt ở hai bên lườn (vảy trên thân màu vàng). Các vây màu vàng, trừ vây ngực trong suốt (phớt vàng) và vây đuôi vàng nhạt. Đầu màu vàng, lốm đốm các vệt hồng tím quanh hốc mắt.
Đầu của cá đực màu vàng, chuyển sang màu cam sẫm ở phần lớn thân giữa, nhưng một phần thân sau và cuống đuôi là màu hồng tím. Lốm đốm các vệt tím ở lưng. Vây lưng và vây hậu môn có màu cam, có viền xanh óng. Vây bụng màu vàng cam. Vây đuôi viền xanh óng, có các tia vươn dài ở hai thùy và một đốm đỏ nhạt ở giữa.
Số gai ở vây lưng: 10; Số tia vây ở vây lưng: 16–18; Số gai ở vây hậu môn: 3; Số tia vây ở vây hậu môn: 7; Số gai ở vây bụng: 1; Số tia vây ở vây bụng: 5; Số tia vây ở vây ngực: 15; Số vảy đường bên: 40–46.
Màu cam trên thân của P. hawaiiensis đực và màu vàng tổng thể của P. hawaiiensis cái giúp phân biệt với P. ventralis.

## Thương mại
P. hawaiiensis là loài được phép thu thập ở Hawaii, chủ yếu bởi những người chơi cá cảnh.